# Блейбтрей, Этельда
Эте́льда Маргерит Блейбтре́й (англ. Ethelda Marguerite Bleibtrey; 27 февраля 1902, Уотерфорд, Нью-Йорк — 6 мая 1978, Уэст-Палм-Бич) — американская пловчиха, трёхкратная чемпионка Олимпийских игр 1920 года.

## Карьера
На Олимпиаде в Антверпене Блейбтрей выиграла три золотые медали с мировым рекордом в плавании вольным стилем на 100 и 300 метров, а также в эстафете 4×100 метров вместе с Маргарет Вудбридж, Фрэнсис Скрот и Ирен Гест. Она стала первой в истории американской пловчихой, выигравшей золото в плавании и первой женщиной, выигравшей три золотые медали на Олимпийских играх.
После завершения спортивной карьеры работала тренером в Нью-Йорке и Атлантик-Сити.